# Helgoland 513
Helgoland 513 è una miniserie televisiva tedesca, diretta da Robert Schwentke. Martina Gedeck e Alexander Fehling interpretano i ruoli principali.

## Trama
Nel 2039, 513 persone si trincerano sull'isola di Helgoland a causa di una pandemia mortale. A causa delle risorse limitate, la popolazione non deve superare i 513 abitanti. Se una persona nasce, un'altra deve morire. Se nessuno si offre volontario, l'ultima persona in una classifica che elenca l'intera popolazione dell'isola in base ai suoi successi e misfatti verrà uccisa.

## Puntate
| nº | Titolo originale                  | Titolo italiano         | Prima TV Germania | Prima TV Italia |
| -- | --------------------------------- | ----------------------- | ----------------- | --------------- |
| 1  | Deine Spuren im Sand              | Il sacrificio           | 15 marzo 2024     | 19 luglio 2024  |
| 2  | Auf Wiedersehen                   | Il conte                | 15 marzo 2024     | 19 luglio 2024  |
| 3  | Marmor, Stein und Eisen bricht    | Isolamento              | 15 marzo 2024     | 26 luglio 2024  |
| 4  | Da Da Da                          | Il colloquio            | 15 marzo 2024     | 26 luglio 2024  |
| 5  | Stark sein                        | Un posto sull'isola     | 15 marzo 2024     | 2 agosto 2024   |
| 6  | Ein Lied zieht in die Welt hinaus | Assalto al supermercato | 15 marzo 2024     | 2 agosto 2024   |
| 7  | Porque te Vas                     | Presa di potere         | 15 marzo 2024     | 9 agosto 2024   |

## Produzione
La serie è stata prodotta da Sky Studios e UFA Fiction. Le riprese si sono svolte da luglio 2022 a marzo 2023 ad Amburgo, Berlino, Sylt e Amrum.

## Distribuzione
In Germania la miniserie è stata interamente trasmessa il 15 marzo 2024 su Sky One. In Italia è andata in onda su Sky Atlantic dal 19 luglio al 9 agosto 2024.

### Edizione italiana
La direzione del doppiaggio è a cura di Barbara Nicotra, su dialoghi di Lucia Paccoi, per conto di CD Cinedubbing.